# Frascati (Wein)
Frascati ist ein bekannter italienischer Weißwein sowie ein Schaumwein (Spumante) aus der namensgebenden Gemeinde Frascati und anderen Gemeinden in der Metropolitanstadt Rom, einem Teil der italienischen Region Latium. Die Weine besitzen bereits seit 1966 den Status einer „kontrollierten Herkunftsbezeichnung“ (Denominazione di origine controllata – DOC), die zuletzt am 7. März 2014 aktualisiert wurde. Die Reben werden auf den vulkanischen Hängen im Gebiet Campagna Romana angebaut. Es ist ein sehr altes Weinbaugebiet mit ausgezeichnetem Ruf. In der Stadt Rom gab es schon im Jahre 1450 urkundlich belegte 1.022 Tavernen, die mehrheitlich von Weinbauern aus Frascati beliefert wurden. Heute zählt er zu den bekanntesten italienischen Weißweinen weltweit.

## Anbau
Folgende Gemeinden in der Metropolitanstadt Rom sind für den Anbau und die Vinifikation der Weine zugelassen: Frascati, Grottaferrata, Monte Porzio Catone und in Teilen der Gemeinden von Rom und Montecompatri.

## Erzeugung
Der Wein muss zu mindestens 70 % aus den Rebsorten Malvasia Bianca di Candia und/oder Malvasia del Lazio hergestellt werden. Höchstens 30 % Bellone, Bombino Bianco, Greco Bianco, Trebbiano Toscano und/oder Trebbiano Giallo dürfen – einzeln oder gemeinsam – zugesetzt werden. Darin dürfen höchstens 15 % andere weiße Rebsorten, die für den Anbau in der Region Latium zugelassen sind, enthalten sein.
Im Jahr 2017 wurden 37.674 Hektoliter DOC-Wein erzeugt.

## Beschreibung
Laut Denomination:

### Frascati
- Farbe: mehr oder weniger intensiv strohgelb
- Geruch: weinig mit einem zarten Duft
- Geschmack: würzig, weich, trocken, halbtrocken oder lieblich
- Alkoholgehalt: mindestens 11,5 Vol.-%
- Säuregehalt: mind. 4,5 g/l
- Trockenextrakt: mind. 16,0 g/l

### Frascati Spumante
- Perlage: fein und anhaltend
- Farbe: helles strohgelb
- Geruch: fein, charakteristisch
- Geschmack: harmonisch, von herb bis extratrocken
- Alkoholgehalt: mindestens 11,0 Vol.-%
- Säuregehalt: mind. 5,5 g/l
- Trockenextrakt: mind. 15,0 g/l